# Delphinium palasianum
Delphinium palasianum är en ranunkelväxtart som beskrevs av R. A. Rafiq. Delphinium palasianum ingår i släktet storriddarsporrar, och familjen ranunkelväxter. Inga underarter finns listade i Catalogue of Life.